# Pueblo bávaro

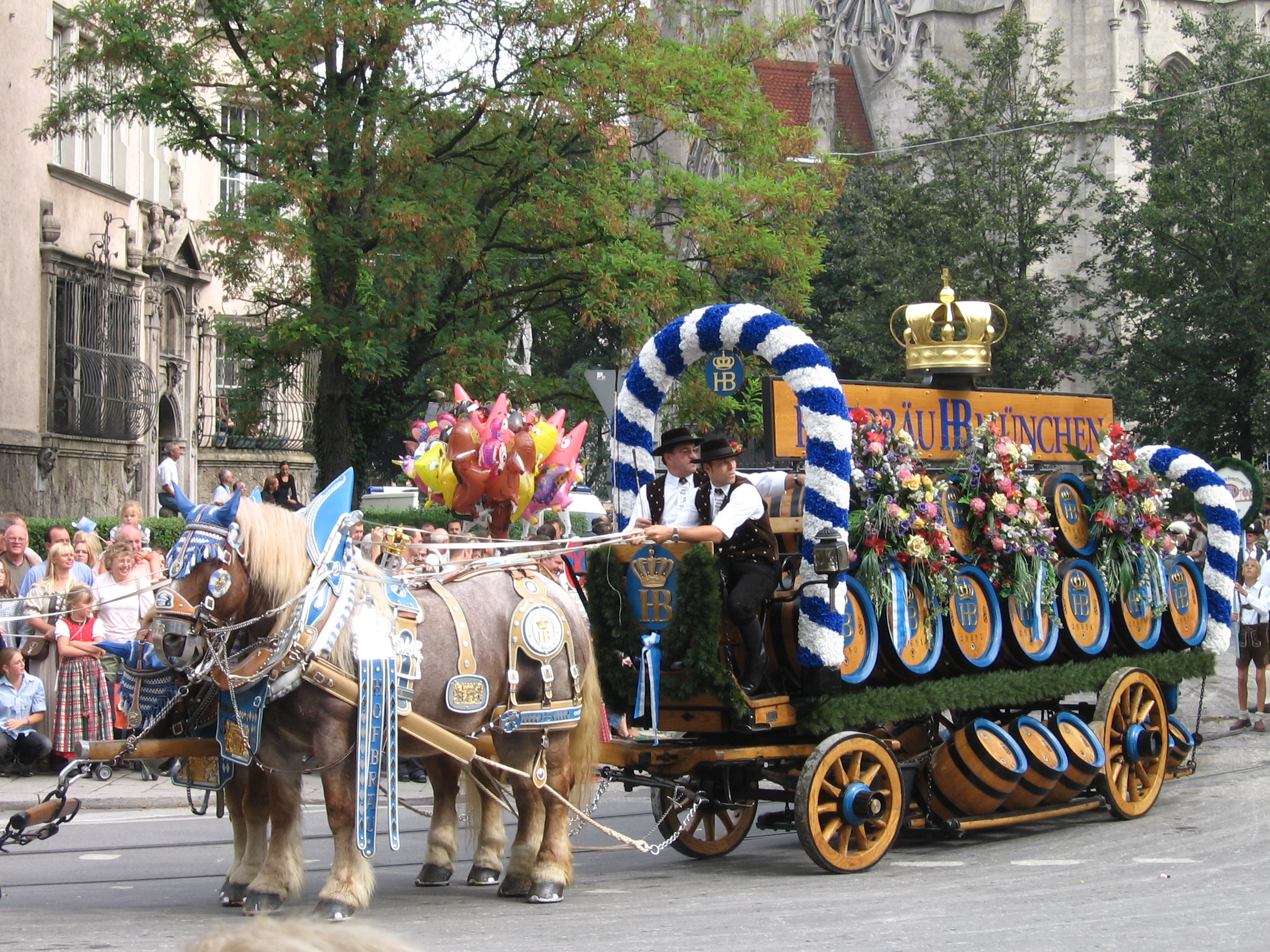
El Oktoberfest en Múnich, el festival cultural bávaro más conocido, comenzó a celebrarse en 1810 (fotografía de 2006).

El pueblo bávaro (bávaro: Boarn, alemán estándar: Bayern) son un grupo etnográfico germánico de Baviera, un estado dentro de Alemania. El dialecto o habla de la zona es conocido como lengua bávara, originario de Altbayern ("Vieja Baviera"), aproximadamente el territorio del Electorado de Baviera en el siglo XVII.
Al igual que sus vecinos austriacos, los bávaros son tradicionalmente católicos. En gran parte de Altbayern, la pertenencia a la Iglesia Católica se mantiene por encima del 70 % y el partido de centro-derecha Unión Social Cristiana de Baviera (sucesor del Partido Popular Bávaro de 1919–1933) ha sido tradicionalmente el más fuerte en el parlamento Autónomo, y también el partido de todos los Ministros-Presidentes de Baviera desde 1946, con la única excepción de la de Wilhelm Hoegner, 1954-1957.

## Subdivisión dialectal y zonal

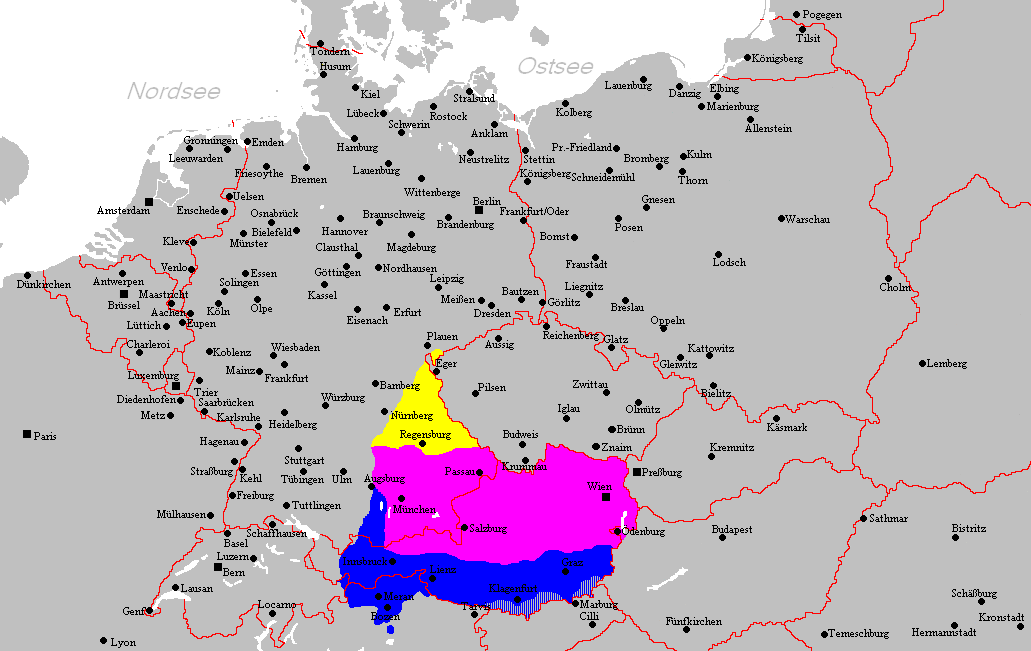
Zonas de habla bávara (austro-bávara).

No hay distinción etno-lingüística entre bávaros y austríacos. El territorio de Baviera ha cambiado significativamente a lo largo de la historia alemana; en el siglo XIX, el Reino de Baviera adquirió amplios territorios en Franconia y Suabia, a la vez que tuvo que devolver territorios de Austria, que se habían convertido en bávaros unos pocos años antes. Por tanto, sólo tres de las siete regiones administrativas del estado de Baviera son culturalmente bávaras: la Alta Baviera (Oberbayern), la Baja Baviera (Niederbayern) y el Alto Palatinado (Oberpfalz), quedando fuera la Franconia bávara (históricamente habitada por francos) y la Suabia Bávara (habitada por los suabos).
El idioma bávaro o austro-bávaro se divide en tres dialectos principales:
- Palatino Alto (Oberpfälzisch), hablado al norte de Baviera (Selva de Bohemia, Ratisbona).
- Danubiano de Baviera (Donaubairisch) en el centro y sureste de Baviera y en Austria Central y Baja (Múnich, Salzburgo, Viena).
- Bávaro Alpino, hablado al suroeste de Baviera, en el sur de Austria (Tirol, Carintia, Estiria) y en Tirol meridional.

## Historia

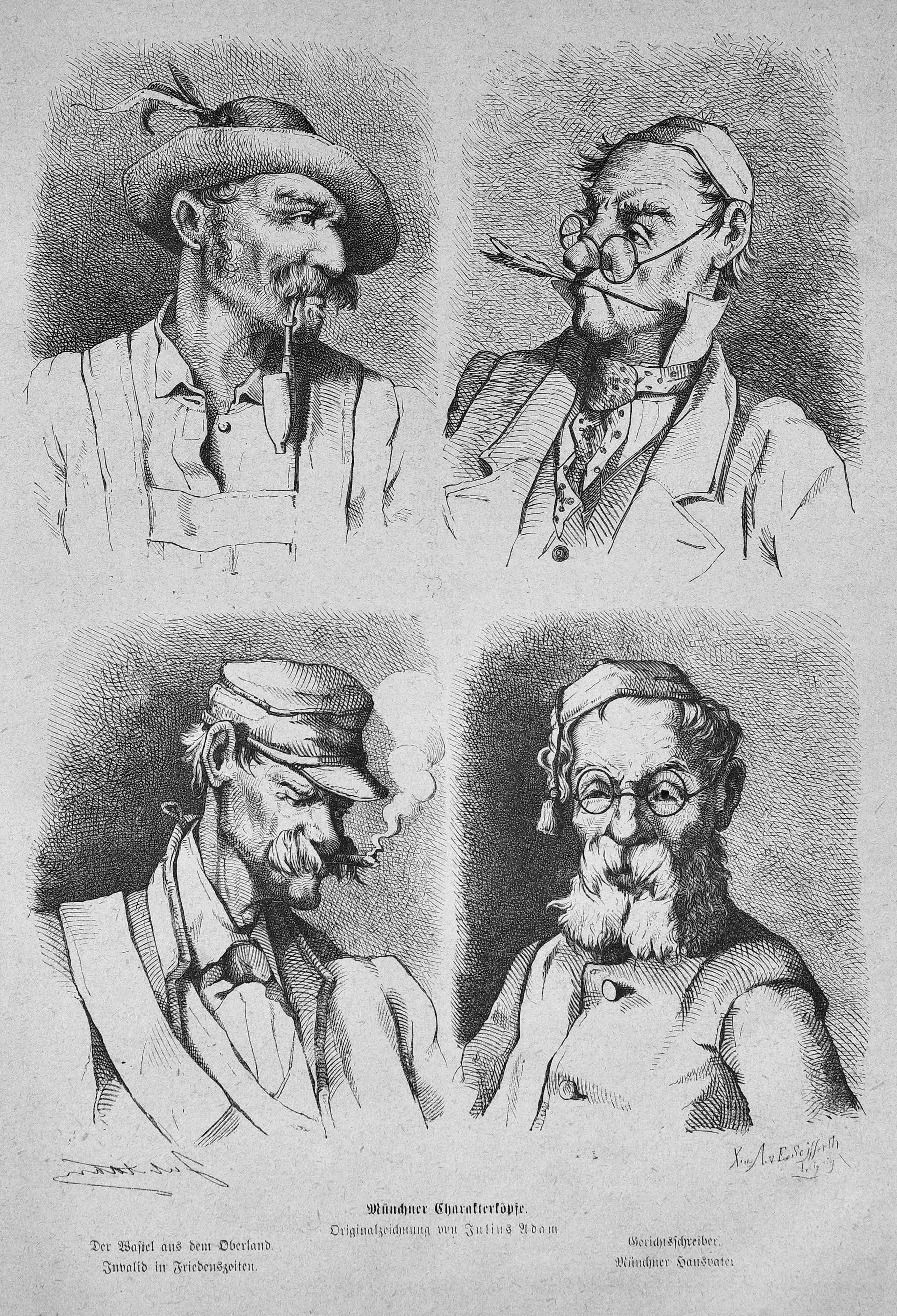
Caricatura de "cuatro tipos de Munich" (Münchner Charakterköpfe): Highlander (Der Wastl aus dem Oberland "Wastl de el Oberland"), secretario (Gerichtsschreiber "secretario del tribunal"), shirker (Inválido in Friedenszeiten "tiempos de paz-no válido"), los pequeños burgueses (Münchner Hausvater "Munich pater familias"), Julio Adán, Die Gartenlaube (1875).

### Orígenes
Baiuvarii era la denominación de un grupo humano procedente de la Selva de Bohemia (que había sido el territorio de los boyos durante la antigüedad) desde el siglo VI; el nombre es latinizado a partir del etnónimo *Bajōwarjōz, que significa "ciudadanos de Bohemia" del Proto-Germánico *Bajōhaimaz (Boiohaemum, Bohemia), que significa "hogar de los Boios", un término que ya había sido usado por Tácito en su Germania escrita a finales del siglo I, cuando los boios celtas ya habían abandonado el territorio,[cita requerida] lo que permitió su colonización por grupos germánicos Suevos en estrecho contacto con los romanos, como los Marcomanos. Al sur del Danubio se extendía la provincia romana de Recia.
Los bávaros se mencionan por primera vez en la Tabla de los pueblos francos (c. 520), situados en las estribaciones septentrionales de los Alpes, a ambos lados del Danubio. Es difícil determinar arqueológicamente los movimientos y mezclas de pueblos en este periodo. A partir de que los alamanes (al oeste) y turingios (al norte) cayeran bajo hegemonía franca, y de que hubieran desaparecido los reinos italianos de Teodorico y Odoacro, se generó un vacío de poder en la región alpina. Parecen haber estado relacionados con los lombardos que estaban fortaleciéndose al este de los bávaros. Su sistema legal muestra una gran influencia del derecho romano y su unificación parece haberse llevado a cabo bajo el mando de un duque franco.
La frontera danubiana entre Roma y Germania se había convertido en un territorio en el que los antiguos grupos de población se habían visto incrementados por generaciones de tropas fronterizas, clientes germanos y varios pueblos bárbaros de fuera del Imperio, algunos de los cuales habían estado bajo Atila el Huno. Los germanos del Elba, llegaron desde el río Elba al norte, bajo control turingio, de donde también procedían los lombardos. Pero otros grupos del norte también se habían movido a lo largo del Elba hacia el Mar del Norte, como lo hicieron algunos sajones que se unieron a los lombardos, y posiblemente los hérulos. Grupos de Germánicos orientales tales como los godos habían entrado en Panonia, al este de los Bávaros en las generaciones previas al imperio de Atila. Estos pueblos no sólo habían contribuido al Imperio Huno, sino que también se había asentado pacíficamente, como foederati de Roma.
También en la zona, más contemporáneamente a bávaros y lombardos, había grupos de eslavos, que se establecieron en el Alto Palatinado, así como alrededor de Ratisbona (distr. Großprüfening).
Los vecinos de los emergentes bávaros en los siglos VI y VII eran los alamanes al oeste (con el río Lech como límite, que pervive como frontera dialectal), y los turingios en el norte, ambos relativamente controlados por los francos, al igual que los bávaros. (A finales del siglo VII, sin embargo, hubo un período donde Radulfo, rey de Turingia se rebeló y recuperó parte de la independencia de estas res regiones por un tiempo.) Los eslavos fueron asentándose en el noreste, y godos y Langobardos del este y el sur acabaron siendo desplazados por los eslavos y magiares.
A semejanza de la vecina Alemannia, Baviera era nominalmente cristiana por el hecho de estar gobernada por duques cristianos ya desde el siglo VI, pero la cristianización de la población fue un proceso gradual que se extendió hasta los siglos VII y VIII; San Corbiniano fue enviado por el Papa Gregorio II para colaborar con el duque Grimaldo y evangelizar Baviera, y se convirtió en el primer obispo de Frisinga. Desde el siglo IV existía una diócesis en Laureacum (Lorch), que fue trasladada a Passau en el siglo VIII, convirtiéndose en cabeza de puente para la evangelización de Austria y Hungría. La diócesis de Ratisbona fue fundada en el año 739 por Bonifacio. La Lex Baiuvariorum era un códice de derecho germánico, que consta de 23 artículos de ley tradicional y fue transcrito en los años 740. Dentro del Imperio carolingio, Baviera limitaba con Suabia, al oeste, Turingia, al norte, Lombardía al sur y la Marca de Carintia al este.

### Sacro Imperio Romano Germánico
El Ducado de Baviera fue uno de los ducados raíz del Sacro Imperio Romano Germánico, establecido en el siglo X, y derivado de un ducado anterior gobernado por los francos Agilolfingos en los siglos VI a VIII.
La Marca de Austria nació como marca oriental del Ducado de Baviera en 976, y se convirtió en un ducado por derecho propio, el Ducado de Austria, en 1156, quedando bajo el control de la Casa de Habsburgo. En los siglos XIV y XV, la alta y baja Baviera se subdividieron repetidamente, quedando divididas en cuatro ducados (o "ducados parciales", Teilherzogtümer) después de la división de 1392: Baja Baviera-Straubing, Baja Baviera-Landshut, Baviera-Ingolstadt y Baviera-Múnich.
Múnich, ahora capital y centro cultural de Baviera, se fundó en la Alta Edad Media, y fue la capital del "ducado parcial" de Baviera-Múnich entre 1392 y 1503. En 1503, Baviera fue reunificada por el duque Alberto IV de Baviera (aunque los antiguos enclaves bávaros de Kufstein, Kitzbühel y Rattenberg en Tirol se perdieron en 1504) y estableció Múnich como capital de toda Baviera en 1506. En 1623, Baviera fue elevada a Electorado (Kurfürstentum).

### Historia moderna

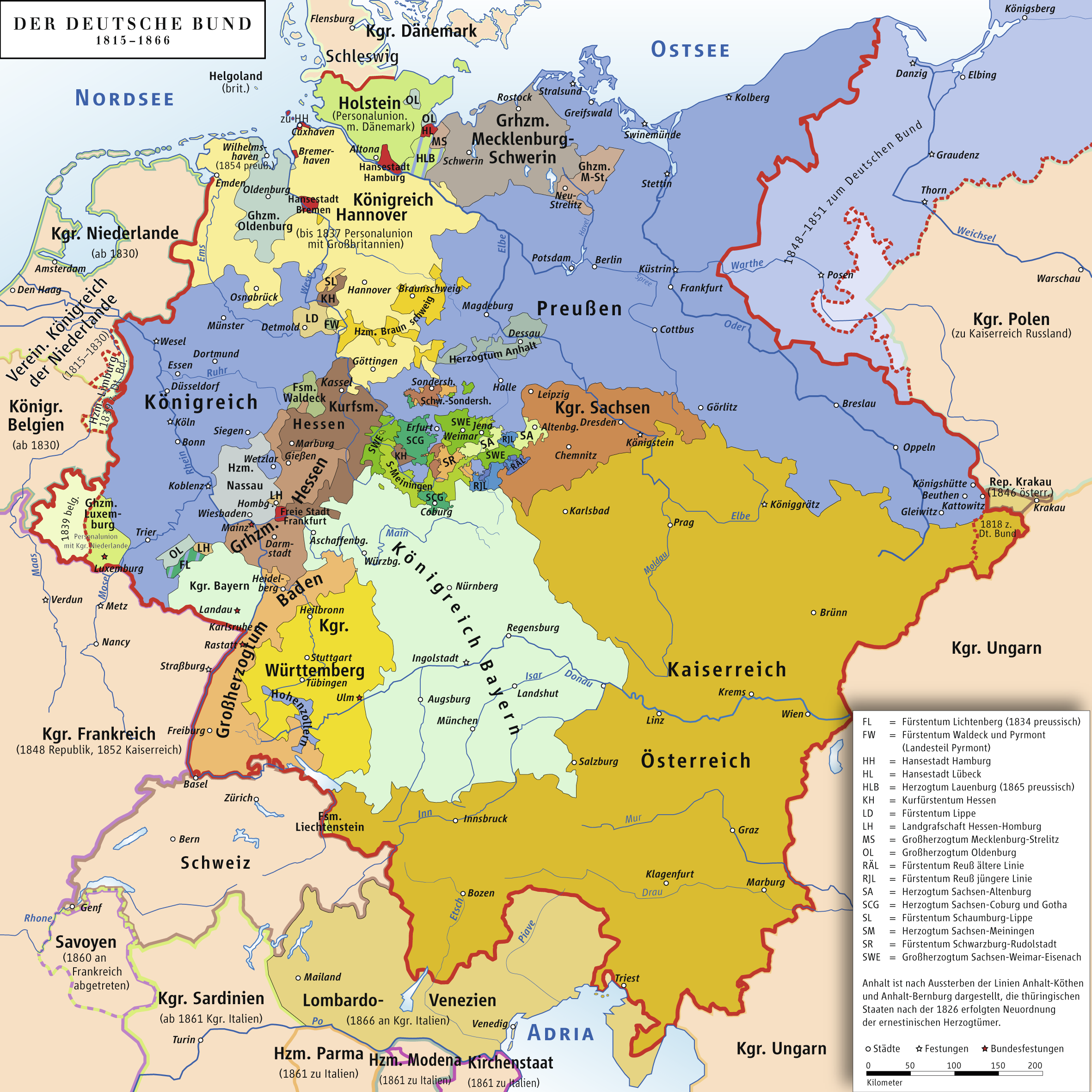
Reino de Baviera dentro de la Confederación Germánica en 1816, incluyendo el Palatinado Renano

Por la Paz de Presburgo (1805), se estableció el Reino de Baviera, tras la victoria francesa en Austerlitz. El territorio del reino fluctuó mucho durante los siguientes años, quedando finalmente fijado en el Tratado de París (1814), que estableció la mayor parte de las fronteras actuales del actual estado. En 1837, el reino fue dividido en ocho regiones administrativas (Regierungsbezirke), Alta Baviera, Baja Baviera, Franconia, Suabia, Alto Palatinado y Palatinado. Luis I de Baviera cambió sus títulos reales a Luis, Rey de Baviera, Duque de Franconia, Duque de Suabia y Conde Palatino del Rin.
En 1818, la población total del reino era de 3,7 millones, aumentando a 4,4 millones en 1840 y los 6,2 millones en 1900 y alcanzando 6,5 millones en 1910. La actual Baviera tiene 12,5 millones de habitantes (2012);  La población de Altbayern o Baviera propiamente dicha es de 6,7 millones.

## Cultura
En el siglo VIII se compiló una colección de leyes tribales bávaras. Este documento se conoce como Lex Baiuvariorum. Es posible que algunos elementos se remonten al siglo VI.  Es muy similar a Lex Thuringorum, que era el código legal de los Turingios, con quienes los Baiuvarii tenían estrechas relaciones. 
Las tradiciones funerarias de los Baiuvarii son similares a las de los alamanes, pero bastante diferentes de las de Turingi. 

### Exogamia y mujeres inmigrantes
Los Baiuvarii se distinguen por la presencia en sus cementerios de individuos con cráneos deformados artificialmente. Estos individuos eran predominantemente mujeres; En Baviera no hay pruebas indiscutibles de que existan varones con cráneos deformados artificialmente.  La evidencia genética y arqueológica muestra que estas mujeres eran inmigrantes de culturas orientales, que se casaron con hombres bávaros, lo que sugiere la importancia de la exogamia dentro de la cultura bávara.   Las mujeres inmigrantes se integraron plenamente en la cultura bávara. 
En 2018, una investigación genómica mostró que estas mujeres extranjeras tenían ascendencia del sudeste de Europa y del este de Asia. La presencia de estas mujeres entre el pueblo bávaro indica que los hombres de la cultura bávara practicaban la exogamia, casándose preferentemente con mujeres de poblaciones orientales. 

## Lista de bávaros notables

### Científicos

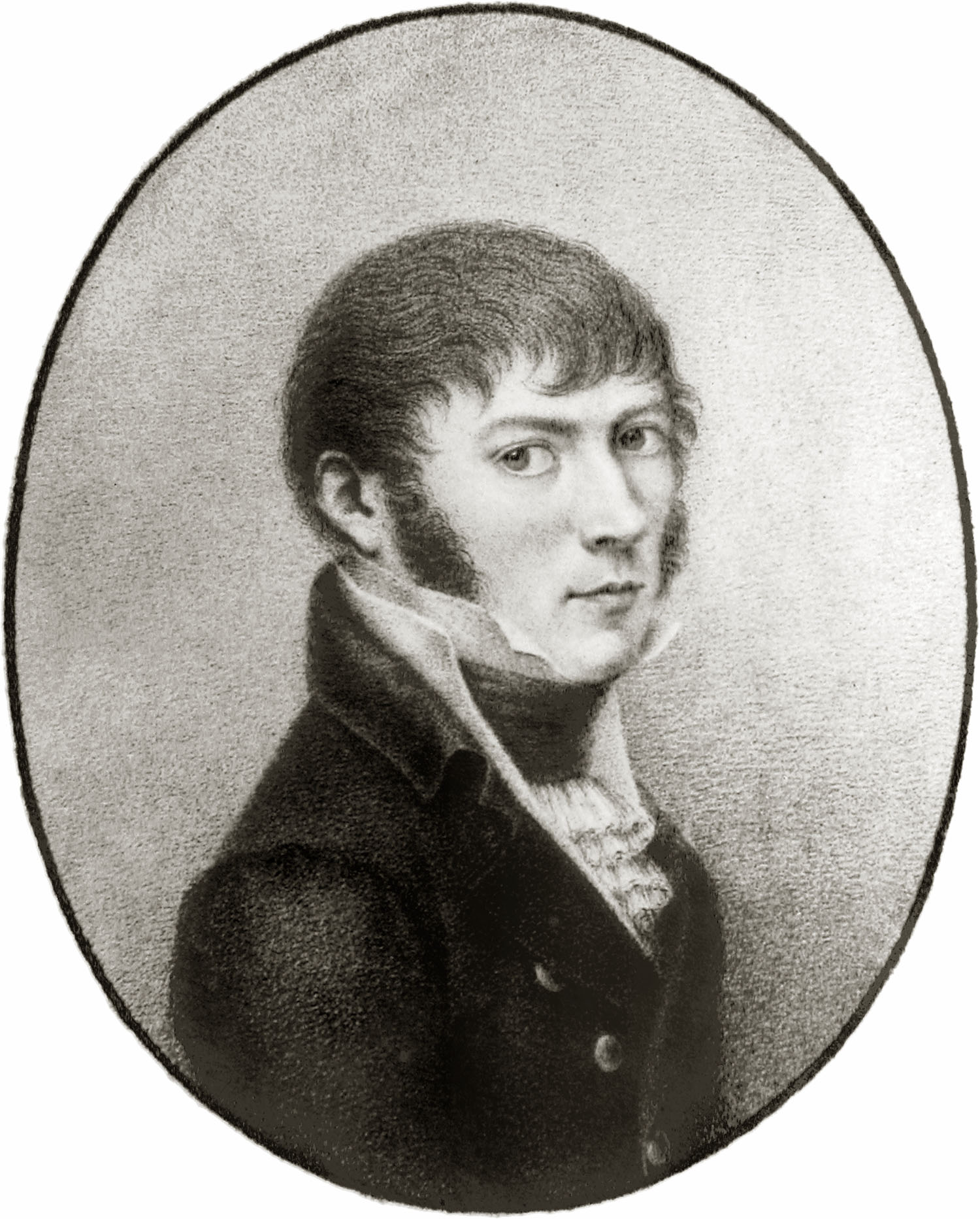
Joseph von Fraunhofer

- Johann Schmidlap (siglo XVI), fabricante de fuegos artificiales y pionero de cohetes
- Joseph von Fraunhofer (1787-1826), físico conocido por descubrir las líneas de absorción oscuras conocidas como Líneas Fraunhofer en el espectro del sol
- Max Joseph von Pettenkofer (1818-1901), químico e higienista
- Johannes Stark (1874-1957), físico, laureado del 1919 Premio Nobel de Física
- Feodor Lynen (1911-1979), bioquímico, galardonado con el Premio Nobel de Medicina en 1964.
- Rudolf Mössbauer (1929-2011), físico, Premio Nobel de Física en 1961

### Negocios
- Familia Impler
- Johanna Händlmaier (?-1950), cofundadora de Händlmaier y creadora de una receta para una mostaza bávara dulce[19]
- Stefan Schörghuber (1961-2008), empresario

### Políticos

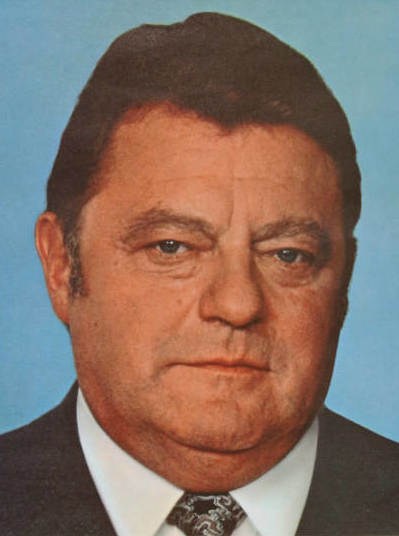
Franz Josef Strauß

- Maximiliano II de Baviera (1811-1864), Rey de Baviera (1848-1864)
- Luis II de Baviera (1845-1886), Rey de Baviera (1864-1886)
- Heinrich Luitpold Himmler (1900–1945), Reichsführer de la Schutzstaffel y destacado miembro del Partido Nazi (NSDAP) de Alemania
- Franz Josef Strauß (1915-1988), político, ministro-presidente de Baviera (1978-1988)
- Roman Herzog (1934-2017), político, juez y jurista, Presidente de la República Federal de Alemania (1994-1999)
- Edmund Stoiber (1941–), político, ministro-presidente de Baviera (1993-2007)
- Horst Seehofer (1949–), político, ministro-presidente de Baviera (2008-2018)

### Artistas

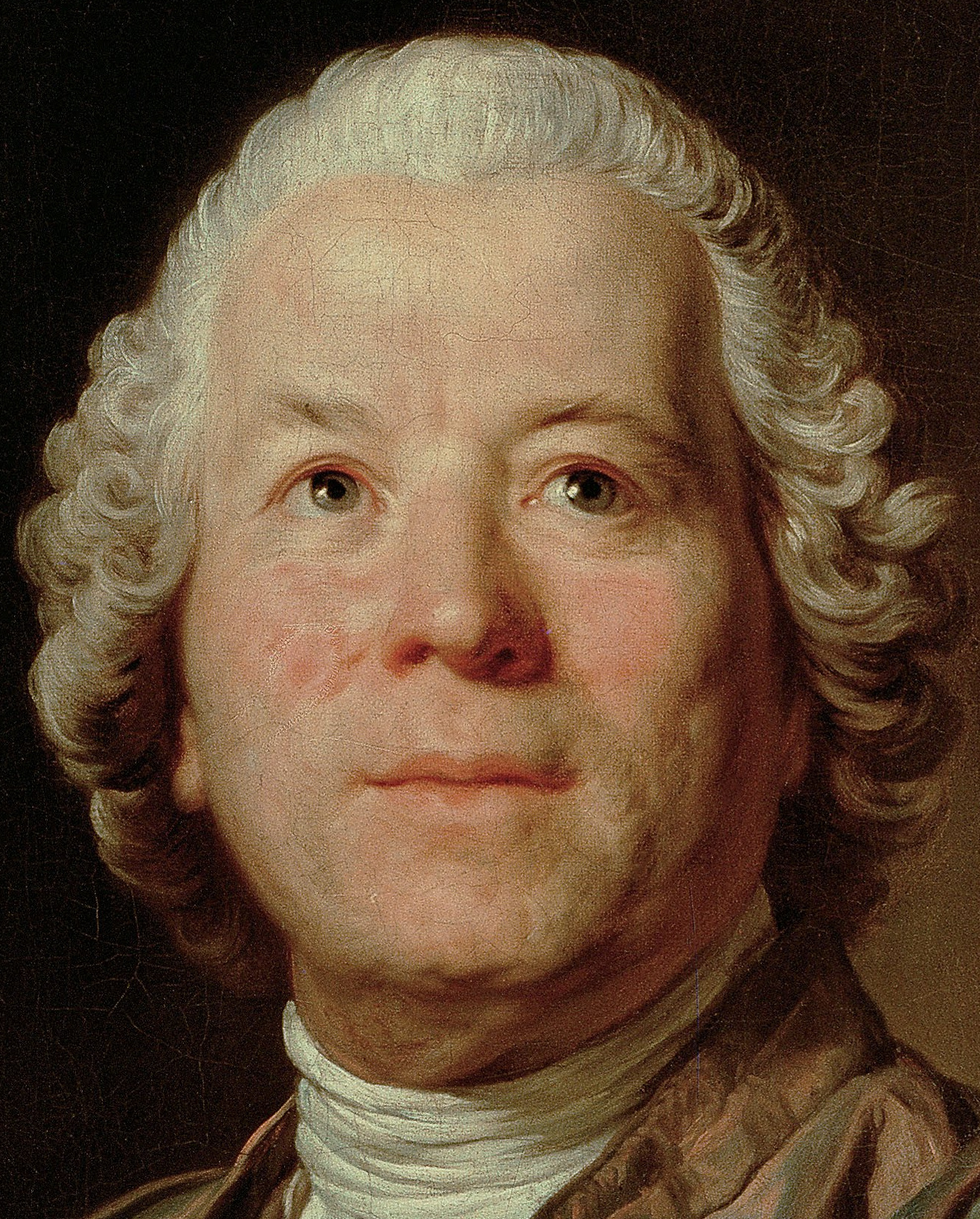
Christoph Willibald Gluck

- Hermanos Asam, Cosmas Damian (1686-1739) y Egid Quirin (1692-1750), escultores, trabajadores de estuco, pintores y arquitectos
- Christoph Willibald Gluck (1714-1787), compositor
- Franz Hanfstaengl (1804-1877), pintor, litógrafo y fotógrafo
- Carl Spitzweg (1808-1885), pintor
- Richard Strauss (1864-1949), compositor
- Ludwig Thoma (1867-1921), escritor
- Emerenz Meier (1874-1928), poeta popular
- Franz Marc (1880-1916), pintor y grabador
- Michael Ende (1929-1995), escritor
- Franzl Lang (1930-2015), cantante y actor
- Gerhard Polt (1942–), escritor, cineasta, actor y artista de cabaret
- Werner Herzog (1942–), cineasta, actor y escritor
- Uschi Glas (1944–), actriz y cantante
- Bernd Eichinger (1949-2011), productor de cine, director y guionista
- Ottfried Fischer (1953 -), actor y artista Kabarett
- Jonas Kaufmann (1969–), tenor operístico

### Deportistas
- Franz Beckenbauer (1945-2024), exfutbolista profesional y entrenador
- Philipp Lahm (1983–), exfutbolista profesional y capitán de la selección alemana que ganó la Copa del Mundo 2014
- Magdalena Neuner (1987–), exbiatleta profesional
- Thomas Müller (1989–), futbolista profesional

### Otros
- Herenaus Haid (1784-1873), teólogo
- Traudl Junge (1920-2002), secretario de Adolf Hitler
- Joseph Ratzinger (1927 -), profesor de teología y posterior papa Benedicto XVI